# Snovídky
Snovídky är en ort i Tjeckien.   Den ligger i regionen Södra Mähren, i den östra delen av landet, 220 km sydost om huvudstaden Prag. Snovídky ligger 243 meter över havet och antalet invånare är 367.
Terrängen runt Snovídky är kuperad åt sydost, men åt nordväst är den platt. Snovídky ligger nere i en dal. Runt Snovídky är det ganska tätbefolkat, med 192 invånare per kvadratkilometer. Närmaste större samhälle är Vyškov, 17,9 km norr om Snovídky. I omgivningarna runt Snovídky växer i huvudsak blandskog.